# おにや
おにや（o-228、1995年 -）は、日本の動画配信者である。本名は小松 潤季（こまつ じゅんき）。

## 概要
主にYouTubeやTwitchで活動しており、トーク力の高さに定評がある。クソゲーの紹介動画や、何でもありで知られる『Minecraft』のオンラインサーバ「2b2t」の動画が人気を集めている。
2024年2月からZETA DIVISION CREATOR部門に加入している。

## 来歴

### 2021年
- 8月28日、UUUM主催のエーペックスレジェンズの大規模カジュアル大会「えぺまつり夏の陣」に参加[注釈 1][5]、おにやたちのチームの大会最終結果は1位で、おにやは個人賞としてえぺでみー賞を受賞した[6]。

### 2023年
- 3月25-26日、加藤純一 presents「配信者ハイパーゲーム大会」に参加する[7]。

### 2024年
- 2月25日、ZETA DIVISION CREATOR部門に加入する[4]。
- 3月16-17日、加藤純一 presents「第二回 配信者ハイパーゲーム大会」に参加する[8]。
- 4月20日、WCG 2024 CHALLENGE JAPAN : STREET FIGHTER 6参加する[9]。
- 10月23-24日、配信者スーパー無人島生活に参加する[10]。当初は加藤純一、もこう、かものはし、はんじょう、おおえのたかゆきの5人が参加とされていたが、加えて急遽おにやも参加することになった[11]。